# Rugby-Union-Juniorenweltmeisterschaft 2016
Die Rugby-Union-Juniorenweltmeisterschaft 2016 (engl. 2016 World Rugby U20 Championship) war die neunte Ausgabe der Weltmeisterschaft für U20-Junioren-Nationalmannschaften in der Sportart Rugby Union. Sie fand vom 7. bis 25. Juni 2016 in England statt. Den Juniorenweltmeistertitel gewann zum dritten Mal England.
Einen Monat zuvor fand in Simbabwe die World Rugby U20 Trophy 2016 für tiefer eingestufte Mannschaften statt.

## Austragungsorte
Sämtliche Spiele fanden an folgenden Orten in der Region Greater Manchester statt:
| Ort        | Stadion                         | Kapazität |
| ---------- | ------------------------------- | --------- |
| Manchester | Manchester City Academy Stadium | 07.000    |
| Salford    | AJ Bell Stadium                 | 12.000    |

## Teilnehmer
| Land        | Bisherige Teilnahmen | Ergebnis 2015 | Bestes Ergebnis                            |
| ----------- | -------------------- | ------------- | ------------------------------------------ |
| Argentinien | 9                    | 9.            | 4. Platz (2012)                            |
| Australien  | 9                    | 5.            | 2. Platz (2010)                            |
| England     | 9                    | 2.            | Weltmeister (2013, 2014)                   |
| Frankreich  | 9                    | 4.            | 4. Platz (2011, 2015)                      |
| Georgien    | 1                    | –             | –                                          |
| Irland      | 9                    | 7.            | 4. Platz (2014)                            |
| Italien     | 7                    | 11.           | 11. Platz (2008, 2011, 2014, 2015)         |
| Japan       | 4                    | 10.           | 10. Platz (2015)                           |
| Neuseeland  | 9                    | 1.            | Weltmeister (2008, 2009, 2010, 2011, 2015) |
| Schottland  | 9                    | 8.            | 8. Platz (2015)                            |
| Südafrika   | 9                    | 3.            | Weltmeister (2012)                         |
| Wales       | 9                    | 6.            | 2. Platz (2013)                            |

## Vorrunde

### Gruppe A
|    | Land       | Spiele | Siege | Unent. | Ndlg. | Spiel- punkte | Diff. | Bonus- punkte | Tabellen- punkte |
| -- | ---------- | ------ | ----- | ------ | ----- | ------------- | ----- | ------------- | ---------------- |
| 1. | Irland     | 3      | 3     | 0      | 0     | 94:56         | + 38  | 1             | 13               |
| 2. | Neuseeland | 3      | 2     | 0      | 1     | 97:50         | + 47  | 2             | 10               |
| 3. | Wales      | 3      | 1     | 0      | 2     | 52:53         | − 1   | 3             | 7                |
| 4. | Georgien   | 3      | 0     | 0      | 3     | 16:100        | − 84  | 1             | 1                |

| 7. Juni 2016 17:30 WESZ | Wales           | 25 : 26 | Irland | Academy Stadium, Manchester Schiedsrichter: Paul Williams (Neuseeland) |
| 7. Juni 2016 17:30 WESZ | (17:15) Bericht |         |        | Academy Stadium, Manchester Schiedsrichter: Paul Williams (Neuseeland) |

| 7. Juni 2016 19:45 WESZ | Neuseeland     | 55 : 0 | Georgien | AJ Bell Stadium, Salford Schiedsrichter: Andrew Brace (Irland) |
| 7. Juni 2016 19:45 WESZ | (31:0) Bericht |        |          | AJ Bell Stadium, Salford Schiedsrichter: Andrew Brace (Irland) |

| 11. Juni 2016 13:30 WESZ | Neuseeland      | 24 : 33 | Irland | Academy Stadium, Manchester Schiedsrichter: Craig Maxwell-Keys (England) |
| 11. Juni 2016 13:30 WESZ | (14:20) Bericht |         |        | Academy Stadium, Manchester Schiedsrichter: Craig Maxwell-Keys (England) |

| 11. Juni 2016 15:45 WESZ | Wales         | 10 : 9 | Georgien | Academy Stadium, Manchester Schiedsrichter: Graham Cooper (Australien) |
| 11. Juni 2016 15:45 WESZ | (7:6) Bericht |        |          | Academy Stadium, Manchester Schiedsrichter: Graham Cooper (Australien) |

| 15. Juni 2016 13:00 WESZ | Irland         | 35 : 7 | Georgien | Academy Stadium, Manchester Schiedsrichter: Craig Evans (Wales) |
| 15. Juni 2016 13:00 WESZ | (20:7) Bericht |        |          | Academy Stadium, Manchester Schiedsrichter: Craig Evans (Wales) |

| 15. Juni 2016 20:30 WESZ | Neuseeland      | 18 : 7 | Wales | AJ Bell Stadium, Salford Schiedsrichter: Cwengile Jadezweni (Südafrika) |
| 15. Juni 2016 20:30 WESZ | (10:14) Bericht |        |       | AJ Bell Stadium, Salford Schiedsrichter: Cwengile Jadezweni (Südafrika) |

### Gruppe B
|    | Land       | Spiele | Siege | Unent. | Ndlg. | Spiel- punkte | Diff. | Bonus- punkte | Tabellen- punkte |
| -- | ---------- | ------ | ----- | ------ | ----- | ------------- | ----- | ------------- | ---------------- |
| 1. | England    | 3      | 3     | 0      | 0     | 109:23        | + 86  | 2             | 14               |
| 2. | Schottland | 3      | 2     | 0      | 1     | 42:73         | − 31  | 1             | 9                |
| 3. | Australien | 3      | 1     | 0      | 2     | 61:42         | + 19  | 3             | 7                |
| 4. | Italien    | 3      | 0     | 0      | 3     | 39:113        | − 74  | 0             | 0                |

| 7. Juni 2016 17:30 WESZ | Australien    | 10 : 15 | Schottland | AJ Bell Stadium, Salford Schiedsrichter: Thomas Charabas (Frankreich) |
| 7. Juni 2016 17:30 WESZ | (7:3) Bericht |         |            | AJ Bell Stadium, Salford Schiedsrichter: Thomas Charabas (Frankreich) |

| 7. Juni 2016 19:45 WESZ | England        | 48 : 10 | Italien | Academy Stadium, Manchester Schiedsrichter: Juan Sylvestre (Argentinien) |
| 7. Juni 2016 19:45 WESZ | (17:3) Bericht |         |         | Academy Stadium, Manchester Schiedsrichter: Juan Sylvestre (Argentinien) |

| 11. Juni 2016 13:30 WESZ | Australien     | 38 : 10 | Italien | AJ Bell Stadium, Salford Schiedsrichter: Cwengile Jadezweni (Südafrika) |
| 11. Juni 2016 13:30 WESZ | (7:10) Bericht |         |         | AJ Bell Stadium, Salford Schiedsrichter: Cwengile Jadezweni (Südafrika) |

| 11. Juni 2016 18:00 WESZ | England        | 44 : 0 | Schottland | Academy Stadium, Manchester Schiedsrichter: Andrew Brace (Irland) |
| 11. Juni 2016 18:00 WESZ | (13:0) Bericht |        |            | Academy Stadium, Manchester Schiedsrichter: Andrew Brace (Irland) |

| 15. Juni 2016 15:15 WESZ | Schottland    | 27 : 19 | Italien | Academy Stadium, Manchester Schiedsrichter: Thomas Charabas (Frankreich) |
| 15. Juni 2016 15:15 WESZ | (5:7) Bericht |         |         | Academy Stadium, Manchester Schiedsrichter: Thomas Charabas (Frankreich) |

| 15. Juni 2016 19:45 WESZ | England        | 17 : 13 | Australien | AJ Bell Stadium, Salford Schiedsrichter: Paul Williams (Neuseeland) |
| 15. Juni 2016 19:45 WESZ | (6:13) Bericht |         |            | AJ Bell Stadium, Salford Schiedsrichter: Paul Williams (Neuseeland) |

### Gruppe C
|    | Land        | Spiele | Siege | Unent. | Ndlg. | Spiel- punkte | Diff. | Bonus- punkte | Tabellen- punkte |
| -- | ----------- | ------ | ----- | ------ | ----- | ------------- | ----- | ------------- | ---------------- |
| 1. | Argentinien | 3      | 3     | 0      | 0     | 82:48         | + 34  | 1             | 13               |
| 2. | Südafrika   | 3      | 2     | 0      | 1     | 112:69        | + 43  | 3             | 11               |
| 3. | Frankreich  | 3      | 1     | 0      | 2     | 92:78         | + 14  | 2             | 6                |
| 4. | Japan       | 3      | 0     | 0      | 3     | 53:144        | − 91  | 0             | 0                |

| 7. Juni 2016 15:15 WESZ | Frankreich    | 15 : 24 | Argentinien | AJ Bell Stadium, Salford Schiedsrichter: Graham Cooper (Neuseeland) |
| 7. Juni 2016 15:15 WESZ | (8:6) Bericht |         |             | AJ Bell Stadium, Salford Schiedsrichter: Graham Cooper (Neuseeland) |

| 7. Juni 2016 15:15 WESZ | Südafrika       | 59 : 19 | Japan | Academy Stadium, Manchester Schiedsrichter: Elia Rizzo (Italien) |
| 7. Juni 2016 15:15 WESZ | (14:19) Bericht |         |       | Academy Stadium, Manchester Schiedsrichter: Elia Rizzo (Italien) |

| 11. Juni 2016 15:45 WESZ | Frankreich     | 46 : 14 | Japan | AJ Bell Stadium, Salford Schiedsrichter: Juan Sylvestre (Argentinien) |
| 11. Juni 2016 15:45 WESZ | (17:7) Bericht |         |       | AJ Bell Stadium, Salford Schiedsrichter: Juan Sylvestre (Argentinien) |

| 11. Juni 2016 18:00 WESZ | Südafrika      | 13 : 19 | Argentinien | AJ Bell Stadium, Salford Schiedsrichter: Craig Evans (Wales) |
| 11. Juni 2016 18:00 WESZ | (6:13) Bericht |         |             | AJ Bell Stadium, Salford Schiedsrichter: Craig Evans (Wales) |

| 15. Juni 2016 15:15 WESZ | Argentinien     | 39 : 20 | Japan | AJ Bell Stadium, Salford Schiedsrichter: Elia Rizzo (Italien) |
| 15. Juni 2016 15:15 WESZ | (15:13) Bericht |         |       | AJ Bell Stadium, Salford Schiedsrichter: Elia Rizzo (Italien) |

| 15. Juni 2016 19:45 WESZ | Südafrika       | 40 : 31 | Frankreich | Academy Stadium, Manchester Schiedsrichter: Craig Maxwell-Keys (England) |
| 15. Juni 2016 19:45 WESZ | (18:24) Bericht |         |            | Academy Stadium, Manchester Schiedsrichter: Craig Maxwell-Keys (England) |

## Setzliste
Die Setzliste für die K.-o.-Phase, basierend auf den Ergebnissen der Vorrunde.
|                           | Land        | Gruppe | Diff. | Punkte |
| ------------------------- | ----------- | ------ | ----- | ------ |
| Finalrunde                |             |        |       |        |
| 01.                       | England     | B      | + 86  | 14     |
| 02.                       | Irland      | A      | + 38  | 13     |
| 03.                       | Argentinien | C      | + 34  | 13     |
| 04.                       | Südafrika   | C      | + 43  | 11     |
| Playoff um Platz 5 bis 8  |             |        |       |        |
| 05.                       | Neuseeland  | A      | + 47  | 10     |
| 06.                       | Schottland  | B      | − 31  | 9      |
| 07.                       | Australien  | B      | + 19  | 7      |
| 08.                       | Wales       | A      | − 1   | 7      |
| Playoff um Platz 9 bis 12 |             |        |       |        |
| 09.                       | Frankreich  | C      | + 14  | 6      |
| 10.                       | Georgien    | A      | − 84  | 1      |
| 11.                       | Italien     | B      | − 74  | 0      |
| 12.                       | Japan       | C      | − 91  | 0      |

## K.-o.-Phase

### Playoff um Platz 9 bis 12
|  | Halbfinale        | Halbfinale        |                      |    | 9. Platz             | 9. Platz             |
|  |                   |                   |                      |    |                      |                      |
|  | Frankreich        | 41                |                      |    |                      |                      |
|  | Japan             | 27                |                      |    |                      |                      |
|  | 20. Juni, Salford |                   |                      |    |                      |                      |
|  |                   |                   | 25. Juni, Manchester |    |                      |                      |
|  | Frankreich        | 27                |                      |    |                      |                      |
|  |                   | Georgien          | 24                   |    |                      |                      |
|  |                   |                   |                      |    |                      |                      |
|  | 11. Platz         |                   |                      |    |                      |                      |
|  | 20. Juni, Salford | 20. Juni, Salford | Japan                | 17 |                      |                      |
|  | Georgien          | 18                | Italien              | 41 |                      |                      |
|  | Italien           | 17                |                      |    | 25. Juni, Manchester | 25. Juni, Manchester |

Halbfinale
| 20. Juni 2016 15:15 WESZ | Georgien      | 18 : 17 | Italien | AJ Bell Stadium, Salford Schiedsrichter: Cwengile Jadezweni (Südafrika) |
| 20. Juni 2016 15:15 WESZ | (5:7) Bericht |         |         | AJ Bell Stadium, Salford Schiedsrichter: Cwengile Jadezweni (Südafrika) |

| 20. Juni 2016 17:30 WESZ | Frankreich      | 41 : 27 | Japan | AJ Bell Stadium, Salford Schiedsrichter: Graham Cooper (Australien) |
| 20. Juni 2016 17:30 WESZ | (17:17) Bericht |         |       | AJ Bell Stadium, Salford Schiedsrichter: Graham Cooper (Australien) |

Spiel um Platz 11
| 25. Juni 2016 12:00 WESZ | Italien         | 17 : 41 | Japan | Academy Stadium, Manchester Schiedsrichter: Craig Maxwell-Keys (England) |
| 25. Juni 2016 12:00 WESZ | (20:10) Bericht |         |       | Academy Stadium, Manchester Schiedsrichter: Craig Maxwell-Keys (England) |

Spiel um Platz 9
| 25. Juni 2016 14:15 WESZ | Georgien       | 24 : 27 | Frankreich | Academy Stadium, Manchester Schiedsrichter: Juan Sylvestre (Argentinien) |
| 25. Juni 2016 14:15 WESZ | (3:10) Bericht |         |            | Academy Stadium, Manchester Schiedsrichter: Juan Sylvestre (Argentinien) |

### Playoff um Platz 5 bis 8
|  | Halbfinale           | Halbfinale        |                   |    | 5. Platz          | 5. Platz          |
|  |                      |                   |                   |    |                   |                   |
|  | Neuseeland           | 71                |                   |    |                   |                   |
|  | Wales                | 12                |                   |    |                   |                   |
|  | 20. Juni, Manchester |                   |                   |    |                   |                   |
|  |                      |                   | 25. Juni, Salford |    |                   |                   |
|  | Neuseeland           | 55                |                   |    |                   |                   |
|  |                      | Australien        | 24                |    |                   |                   |
|  |                      |                   |                   |    |                   |                   |
|  | 7. Platz             |                   |                   |    |                   |                   |
|  | 20. Juni, Salford    | 20. Juni, Salford | Wales             | 42 |                   |                   |
|  | Schottland           | 19                | Schottland        | 29 |                   |                   |
|  | Wales                | 35                |                   |    | 25. Juni, Salford | 25. Juni, Salford |

Halbfinale
| 20. Juni 2016 15:15 WESZ | Neuseeland     | 71 : 12 | Wales | Academy Stadium, Manchester Schiedsrichter: Andrew Brace (Irland) |
| 20. Juni 2016 15:15 WESZ | (35:5) Bericht |         |       | Academy Stadium, Manchester Schiedsrichter: Andrew Brace (Irland) |

| 20. Juni 2016 14:30 WESZ | Schottland     | 19 : 42 | Wales | AJ Bell Stadium, Salford Schiedsrichter: Graham Cooper (Australien) |
| 20. Juni 2016 14:30 WESZ | (7:21) Bericht |         |       | AJ Bell Stadium, Salford Schiedsrichter: Graham Cooper (Australien) |

Spiel um Platz 7
| 25. Juni 2016 14:30 WESZ | Schottland     | 19 : 42 | Wales | AJ Bell Stadium, Salford Schiedsrichter: Graham Cooper (Australien) |
| 25. Juni 2016 14:30 WESZ | (7:21) Bericht |         |       | AJ Bell Stadium, Salford Schiedsrichter: Graham Cooper (Australien) |

Spiel um Platz 5
| 25. Juni 2016 16:30 WESZ | Australien      | 24 : 55 | Neuseeland | AJ Bell Stadium, Salford Schiedsrichter: Craig Evans (Wales) |
| 25. Juni 2016 16:30 WESZ | (21:21) Bericht |         |            | AJ Bell Stadium, Salford Schiedsrichter: Craig Evans (Wales) |

### Finalrunde
|  | Halbfinale           | Halbfinale           |                   |    | Finale            | Finale            |
|  |                      |                      |                   |    |                   |                   |
|  | England              | 39                   |                   |    |                   |                   |
|  | Südafrika            | 17                   |                   |    |                   |                   |
|  | 20. Juni, Manchester |                      |                   |    |                   |                   |
|  |                      |                      | 25. Juni, Salford |    |                   |                   |
|  | England              | 45                   |                   |    |                   |                   |
|  |                      | Irland               | 21                |    |                   |                   |
|  |                      |                      |                   |    |                   |                   |
|  | 3. Platz             |                      |                   |    |                   |                   |
|  | 20. Juni, Manchester | 20. Juni, Manchester | Südafrika         | 19 |                   |                   |
|  | Irland               | 37                   | Argentinien       | 49 |                   |                   |
|  | Argentinien          | 7                    |                   |    | 25. Juni, Salford | 25. Juni, Salford |

Halbfinale
| 20. Juni 2016 17:30 WESZ | Irland         | 37 : 7 | Argentinien | Academy Stadium, Manchester Schiedsrichter: Craig Maxwell-Keys (England) |
| 20. Juni 2016 17:30 WESZ | (21:7) Bericht |        |             | Academy Stadium, Manchester Schiedsrichter: Craig Maxwell-Keys (England) |

| 20. Juni 2016 19:45 WESZ | England        | 39 : 17 | Südafrika | Academy Stadium, Manchester Schiedsrichter: Paul Williams (Neuseeland) |
| 20. Juni 2016 19:45 WESZ | (31:3) Bericht |         |           | Academy Stadium, Manchester Schiedsrichter: Paul Williams (Neuseeland) |

Spiel um Platz 3
| 25. Juni 2016 16:45 WESZ | Argentinien     | 49 : 19 | Südafrika | AJ Bell Stadium, Salford Schiedsrichter: Andrew Brace (Irland) |
| 25. Juni 2016 16:45 WESZ | (17:19) Bericht |         |           | AJ Bell Stadium, Salford Schiedsrichter: Andrew Brace (Irland) |

Finale
| 25. Juni 2016 19:00 WESZ | Irland                                                                                              | 21 : 45        | England | AJ Bell Stadium, Salford Schiedsrichter: Paul Williams (Neuseeland) |
| 25. Juni 2016 19:00 WESZ | Versuche: McBurney 46. erh. Daly 51. erh. Deegan 78. erh. Erhöhungen: McPhillips (2/2) Connon (1/1) | (0:21) Bericht | Versuche: Marchant (2) 12. erh., 68. erh. Chick 20. erh. Taylor 30. erh. Mallinder (2) 41. erh., 49. erh. Erhöhungen: Mallinder (5/5) Green (1/1) Straftritte: Mallinder (1/2) 60. | AJ Bell Stadium, Salford Schiedsrichter: Paul Williams (Neuseeland) |

## Schlussplatzierungen
| Platz | Land        |
| ----- | ----------- |
| 01    | England     |
| 02    | Irland      |
| 03    | Argentinien |
| 04    | Südafrika   |
| 05    | Neuseeland  |
| 06    | Australien  |
| 07    | Wales       |
| 08    | Schottland  |
| 09    | Frankreich  |
| 10    | Georgien    |
| 11    | Italien     |
| 12    | Japan       |

England wurde Weltmeister, Japan stieg ab und nahm 2017 an der World Rugby U20 Trophy teil.